# Bicicletă pliabilă

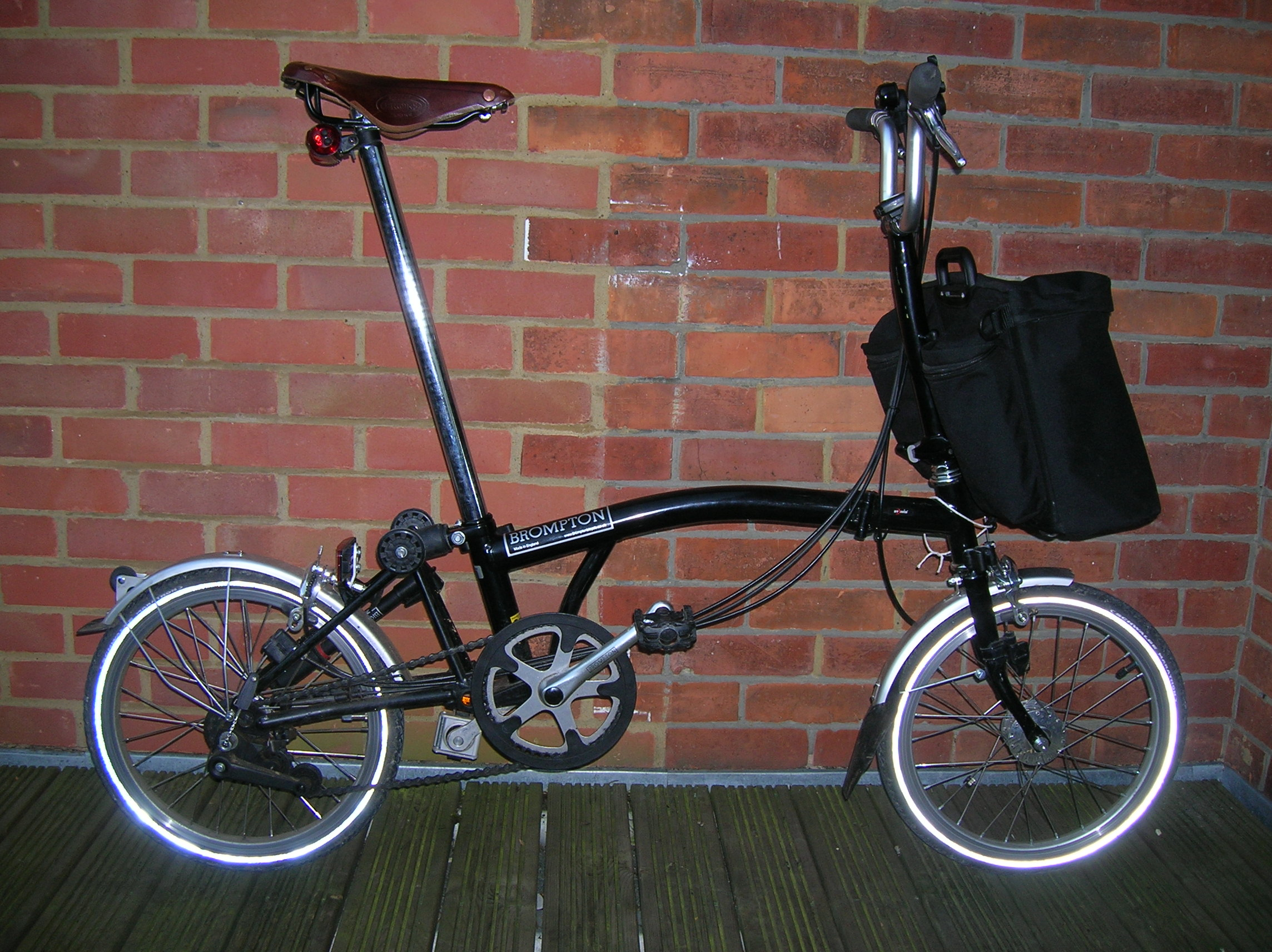
Bicicletă pliabilă Brompton

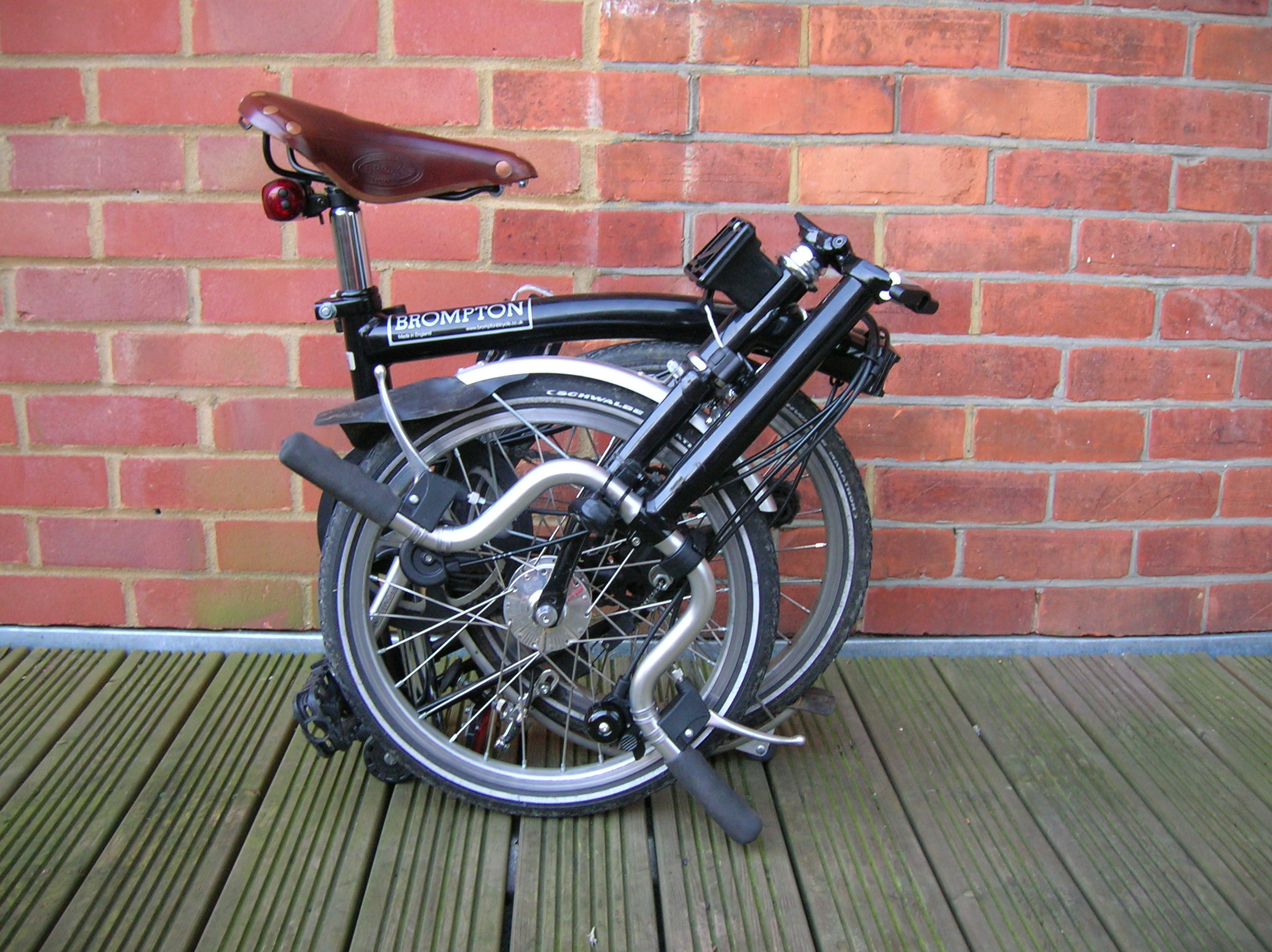
Bicicletă Brompton pliată

O bicletă pliabilă este un tip de bicicletă care permite depozitarea sa într-un spațiu redus, inclusiv în interiorul clădirilor și a mijloacelor de transport în comun. În cazul călătoriilor cu avionul, poate fi transportată într-o geantă, ca orice alt bagaj.
Bicicleta pliabilă (denumită și bicicletă pliantă) este un tip de bicicletă care prin pliere își poate reduce considerabil dimensiunile și poate fi transportată foarte ușor de către posesorul ei. 

## Caracteristicile și utilizarea bicicletei pliabile
De obicei, acest tip de biciclete sunt potrivite mediului urban, mai exact unei suprafețe de rulare dreaptă, fără prea multe denivelări. Sunt construite pentru a merge pe distanțe scurte deoarece în general diametrul roților este mai mic iar efortul pedalării este mai mare. Greutatea maximă pe care o susține o bicicletă pliabilă este de cca 100 de kg. 
În multe țări europene, în care utilizarea bicicletei pliabile este răspândită, oamenii o folosesc ca mijloc de transport combinat cu mașina personală sau cu mijloacele de transport în comun (metrou, tren, autobus, tramvai). Spațiul pe care o bicicletă pliabilă îl ocupă în poziția compactă este de aproximativ 35 x 65 x 80 cm iar greutatea lor variază între 8 și 15 kg. Timpul de pliere al unei biciclete este de cca 1 minut, chiar mai puțin pentru persoanele experimentate. Un avantaj al lor este faptul că nu pot fi furate ușor, având în vedere că proprietarul le poate lua cu el în orice clădire. 

## Cele mai cunoscute mărci
Pe piață există în momentul actual, diverși producători de biciclete pliabile atât străini cât și autohtoni. În momentul de față, Brompton este considerat de majoritatea utilizatorilor drept cel mai bun producător de pe piață. Criteriile care merită luate în considerare sunt rezistența unei biciclete (atît a ei în sine cât și a sistemului de pliere), greutatea, diametrul roților, confortul și dimensiunea pe care o are bicicleta când este pliată. Alt producător popular este Dahon, iar unul local, pe piața românească, este DHS. Un alt brand de biciclete pliabile este Atala - Italia.

## Problemele caracteristice unei biciclete pliabile
Există două tipuri de probleme cu care se pot confrunta utilizatorii de biciclete pliabile: cele legate de compromisurile făcute de producători pentru a realiza o bicicletă cât mai compactă și cele legate de mecanismul de pliere. 
Compromisuri: de obicei, bicicletele pliabile au roți cu diametru mai mic decât cele normale, au doar 3 sau 4 trepte de viteză și nu reușesc să atingă viteze foarte mari (în jur de 40 km/h). Astfel, ciclistul va trebui să depună mai mult efort la pedalare ca să ajungă unde trebuie. De asemenea, cadrul se face cât mai ușor, pentru a nu incomoda persoana care le transportă, ceea ce rezultă într-o rezistență mai scăzută la șocuri și lovituri. 
Defecțiuni la mecanismul de pliere: acesta se poate deteriora în timp, iar elementele care îl conțin se pot rupe.

## Competiții dedicate posesorilor de biciclete pliabile
Producătorii bicicletelor pliabile au inventat numeroase competiții dedicate celor care au ales o astfel de bicicletă. 
De exemplu, primul Campionat Mondial Brompton a avut loc în 2006, în Barcelona; începând cu cea de-a treia ediție, cursele s-au mutat lângă Palatul Blenheim, în Anglia. Anul acesta (2014) Campionate naționale Brompton vor avea loc în șaisprezece țări: Australia, Austria, Benelux, Cehia, Danemarca, Franța, Germania, Italia, Japonia, Coreea, Mexic, Portugalia, Spania, Suedia, Elveția, Taiwan, Marea Britanie și USA. 
Iar concursuri de pliere rapidă a bicicletelor se organizează frevent, la majoritatea evenimentelor locale cu bicicliști. 